# 박강섭
박강섭(1991년 10월 21일 ~ )은 대한민국의 배우이다.

## 출연작

### 영화
- 《익스트림 페스티벌》 (2023년) - 래오 역
- 《브로커》 (2022년) - 보육원 직원 역
- 《방법: 재차의》 (2021년) - 최 형사 역
- 《열아홉》 (2021년) - 공장사장 역
- 《오토바이와 햄버거》 (2021년) - 강섭 역
- 《어른들은 몰라요》 (2021년) - 상섭 역
- 《소풍같이》 (2020년) - 강섭 역
- 《니나 내나》 (2019년) - 펍주인 역
- 《메기》 (2019년) - 박강섭 역
- 《폭력의 씨앗》 (2017년) - 태우 역
- 《꿈의 제인》 (2017년) - 대포 역
- 《승부》 (2016년) - 정환 역

### 드라마
- 《금주를 부탁해》 (2025년, tvN) - 이영웅 역
- 《뉴토피아》 (2025년, 쿠팡플레이) - 형배 역
- 《연인》 (2023년, MBC) - 구잠 역
- 《이상한 변호사 우영우》 (2022년, ENA) - 박유진 역
- 《어사와 조이》 (2021년, tvN) - 구팔 역
- 《구경이》 (2021년, jtbc) - 대호 역
- 《KBS 드라마 스페셜 - 원 나잇》 (2020년, KBS2)
- 《카이로스》 (2020년, MBC)
- 《청춘기록》 (2020년, tvN) - 해효 매니저 역
- 《18 어게인》 (2020년, jtbc) -야구선수역
- 《드라마 스테이지 - 삼촌은 오드리헵번》 (2019년, tvN) - 성택 역
- 《어비스》 (2019년, tvN)
- 《타인은 지옥이다》 (2019년, OCN) - 창현 역
- 《라이프 온 마스》 (2018년, OCN)

### 연극
- 《연애플레이리스트》 (2018년) - 김민우 역
- 《유도소년》 (2017년) - 태구 역